# 光明日报出版社
光明日报出版社（英語：Guangming Daily Publishing House），是一家中华人民共和国出版社。总部位于北京市西城区永安路106号。

## 沿革
1981年1月10日，光明日报出版社成立，由光明日报主办。主要出版政治、经济、理论、学术、教育等类型书籍。其中《牛津法律大辞典》荣获1989年优秀图书奖。1983年创办《自修大学》月刊，由邓小平题写刊名。